# Odontobatrachus natator
Odontobatrachus natator é uma espécie de anfíbio da família Odontobatrachidae. Pode ser encontrada na Costa do Marfim, Guiné, Libéria e Serra Leoa.
Os seus habitats naturais são: florestas subtropicais ou tropicais húmidas de baixa altitude, regiões subtropicais ou tropicais húmidas de alta altitude e rios. Está ameaçada pela perda de habitat para a agricultura, comércio de madeira e expansão das áreas urbanas.

## Nomenclatura e taxonomia
A espécie foi descrita por George Albert Boulenger em 1905 como Petropedetes natator. Em 2014, Barej e colaboradores removeram a espécie do gênero Petropedetes transferindo-a para um gênero próprio, o Odontobatrachus. A posição taxonômica do novo gênero permaneceu incertae sedis, não sendo classificado em nenhuma família conhecida. No mesmo ano, Barej e colaboradores, em outra publicação, criaram uma nova famílila, Odontobatrachidae, para abrigar o gênero.